# خير الله طلفاح
خير الله طلفاح المسلط (1919-20 أبريل 1993) سياسي ومؤرخ عراقي، وهو خال الرئيس العراقي الأسبق صدام حسين ووالد زوجته ساجدة خير الله طلفاح. ولد في قرية العوجة (خمسة كيلومترات إلى الجنوب من تكريت) كان يعمل ضابطاً في الجيش في تكريت وكان من القوميين العرب. عمل في بداية حياته المهنية معلمًا وانتقل إلى منطقة الكرخ في بغداد حيث اعتنق الأفكار القومية، وهو والد عدنان خير الله الذي شغل منصب وزير الدفاع في العراق منذ سنة 1979 وحتى مقتله سنة 1989 حينما تعطلت طائرته المروحية وتحطمت في حادث مشبوه. سُجن خير الله طلفاح مدة خمس سنوات بسبب تأييده للثورة ضد البريطانيين أثناء الحرب العالمية الثانية وطرد على إثرها من الجيش سنة 1941.
عُيّن محافظاً لبغداد بعد انقلاب 17 تموز 1968، وعمل خير الله طلفاح مؤلفاً ومؤرخاً بعد تقاعده وهذا الأخير هو مجال اختصاصه التربوي في الأساس، حيث أصبح من قادة هيئة إعادة كتابة وتوجيه التاريخ في العراق حتى وفاته سنة 1993، ويعد كتابه «كنتم خير أمة أخرجت للناس: دراسات في التاريخ والحضارة العربية الإسلامية» والذي يقع في ست أجزاء بمجلدين كبيرين أهم مؤلفاته المنشورة، وفي الثمانينات، بُترت إحدى ساقي خير الله طلفاح بسبب مرض السكري، وكان بعدئذٍ يُقاد بكرسي متحرك.

## أسرته
تزوج 3 نساء، الأولى ليلو وهيب، ومنها الشقيقان عدنان خير الله وساجدة خير الله، ثم تزوج امرأة تكريتية، اسمها خولة عبد الباقي، ومنها الشقيقتان أحلام خير الله وإلهام خير الله، ثم تزوج الثالثة، فاطمة حسن المجيد، ومنها لؤي ومعن (وُلدا في أواخر الستينات)، ومضر (وُلد يوم 1 تموز سنة 1971) وكهلان وغیدان وخنساء.